# Со Хо Джин
Со Хо Джин (кор. 서호진, 徐昊辰, р.11 июня 1983 в Тэгу) — южнокорейский шорт-трекист, Олимпийский чемпион 2006 года и двукратный чемпион мира. Окончил в 2006 году Университет Кёнхи со степенью бакалавр физического воспитания, Высшую школу образования Университета Данкук - магистр физического воспитания, Университет Кеймюнг - доктор философии социального и физического воспитания.

## Биография
Со Хо Джин родился в 1983 году в Тэгу, «ледяной Мекке» Кореи, и был младшим сыном после сестры, у своего отца, Со Ман Сока, и его матери, Чхве Кён Сон. Он начал кататься на коньках в начальной школе Гамсама при Национальном педагогическом университете Тэгу. Переехал в Сеул и пошел в среднюю школу Синмок, где преуспел в беге на 500 и 3000 метров. В 1999 году  на 16-м Национальном чемпионате по шорт-треку он выиграл две золотые медали и установил новые рекорды на дистанциях 500 и 1000 метров. 
В первом своём международном соревновании на 5-м этапе Кубке мира в Гётеборге в 2000 году занял 1-е место в эстафете. Во время учебы в средней школе Кёнги он был выбран в национальную сборную на сезон 2001-02 гг. В январе 2002 года на юниорском чемпионате мира в Чхунчхоне завоевал серебро в общем зачёте многоборья и выиграл золото в эстафете. Через год на зимней Универсиаде в Тарвизио получил золотую медаль в эстафете.
В 2004 году стал обладателем золотой медали чемпионата мира среди команд в Пекине. В 2005 году на зимней Универсиаде в Инсбруке выиграл 3 серебряные медали на дистанциях 500, 1000 и 3000 м, а также бронзовую на 1500 м и золотую в эстафете, в марте в эстафете завоевал серебро чемпионата мира в Пекине и серебро чемпионата мира среди команд в Санкт-Петербурге. 
В сезоне 2005/06 Со Хо Джин на первых двух отборах в национальную сборную занял соответственно 2-е и 1-е место в общем зачёте. На Кубке мира в Сеуле, Ханчжоу и Бормио выиграл золотые медали в эстафете и одну серебряную в Гааге. В 2006 году на зимних Олимпийских играх в Турине в беге на 500 метров он выступал вместо Сон Сок У, но был дисквалифицирован за препятствия в предварительном раунде, а финале эстафеты выиграл золотую медаль, хотя и был слабым звеном. На командном чемпионате мира в Монреале также завоевал золотую медаль.
В сентябре 2006 года он не прошёл отбор национальной сборной 2006-07 годов. После переезда команды в мэрию Сеула снова пошёл на отбор национальной сборной, но не прошёл его вновь. После этого Со Хо Джин продолжал участвовать в различных соревнованиях в команде, принадлежащего мэрии Сеула, но не мог участвовать в международных соревнованиях, потому что не был членом национальной сборной. Он не смог пройти квалификацию в сборную в сезоне 2009/10, отобранную на Зимние Олимпийские игры 2010 года в Ванкувере и ушёл из шорт-трека 16 апреля 2011 года.

## Инцидент на Универсиаде 2005
Инцидент произошел на дистанции 1000 м. Со Хо Джин через тренера национальной сборной попросил Ан Хён Су передать золотую медаль. Во время забега он крикнул Ан Хён Су: «Эй, давай!», который бежал перед ним. Но Ан не уступил ему. Договор за золотую медаль был отменен, так как он взял золотую медаль в эстафете. После гонки он попросил Ан Хён Су и Сон Си Бэка, юниоров, которые не сделали то, что он просил, надеть шлемы и подойти к нему, и, будучи в шлемах, он ударил по голове Ан Хён Су несколько раз. Позже ходили слухи, что Сон Си Бэк пытался защитить Ана и тоже был избит Со Хо Джином и якобы Ли Хо Сок видел этот момент. Однако это оказалось ложью, чем засвидетельствовал сам Ан Хён Су. В 2014 году дело вновь всплыло и Со нанял адвоката, чтобы слухи, размещенные в блогах порталов, кафе и интернет-СМИ, были удалены.

## Выход на пенсию
После выхода на пенсию он вернулся в свой родной город Тэгу и сразу же начал работать в типографии своего отца, ведя жизнь, далекую от спорта. В настоящее время он является менеджером компании Dong-A General Printing Company, и с 2010 года посещал бизнес-классы в компании своего отца, чтобы преуспеть в семейном бизнесе.